# 科图尔
科图尔（Kottur），是印度泰米尔纳德邦Coimbatore县的一个城镇。总人口24999（2001年）。

## 人口
该地2001年总人口24999人，其中男性12462人，女性12537人；0—6岁人口2393人，其中男1211人，女1182人；识字率63.30%，其中男性为70.93%，女性为55.72%。